# 維利亞隆加峰
10°21′41″N 67°56′17″W / 10.3614°N 67.9381°W
維利亞隆加峰（西班牙語：Cerro Villalonga），是委內瑞拉的山峰，位於該國北部卡拉波波州，屬於委內瑞拉海岸山脈的一部分，處於聖埃斯特萬國家公園南端，海拔高度1,977米。